# 아이러브스쿨
아이러브스쿨(iloveschool)은 학연을 기반으로 한 인맥 구축 누리집으로 1999년 설립되었다.
KAIST 경영정보공학과 박사과정에 있던 김영삼이 동료들과 150만원으로 사업을 시작했으며, 1년 만에 500만 명의 회원을 모아 큰 성공을 거두었다. 창업한지 얼마 지나지 않아 금양이 10억원을 투자해 40%의 지분을 얻었으며, 이후 야후!로부터 500억원 규모의 인수 제의가 있었으나, 창업자들은 지분을 금양에 넘기고 회사를 떠났다. 2001년 11월 1일 금양은 회사 경영을 서울이동통신에게 넘겼으며, 2005년 이노셀(구 서울이동통신)은 아이러브스쿨의 지분을 모두 처분하였다.